# Saint-Julien (Hérault)
Saint-Julien település Franciaországban, Hérault megyében. Lakosainak száma 225 fő (2022. január 1.). Saint-Julien Cambon-et-Salvergues, Fraisse-sur-Agout, Mons, Olargues és Saint-Vincent-d’Olargues községekkel határos.

## Népesség
A település népessége az elmúlt években az alábbi módon változott:
| Lakosok száma | 162  | 151  | 192  | 200  | 215  | 218  | 220  | 219  | 216  | 225  |
|               | 1968 | 1982 | 1990 | 2006 | 2013 | 2015 | 2017 | 2019 | 2020 | 2022 |